# You're Mine (Eternal)
«You're Mine (Eternal)» es una canción de la cantautora estadounidense Mariah Carey, incluida en su decimocuarto álbum de estudio Me. I Am Mariah… The Elusive Chanteuse. Se estrenó el 12 de febrero de 2014 como el tercer sencillo extraído del disco. Fue escrita y producida por ella junto a Darkchild. Se trata de un tema de R&B cuya letra narra los recuerdos de un antiguo amor. La crítica recibió la canción de forma positiva, y resaltó tanto el estilo vocal jadeante de Carey como su uso del registro de silbido en el clímax. Además, varios medios establecieron comparaciones con uno de sus sencillos anteriores, «We Belong Together».
En Estados Unidos, el tema alcanzó la posición 88 en el Billboard Hot 100, pero logró un mayor éxito en la lista Dance Club Songs, donde se convirtió en su decimoséptimo sencillo número uno. En otros países, se posicionó dentro de los veinte primeros en Hungría y en la lista británica de UK R&B Chart, así como entre los treinta primeros en España. Carey codirigió el videoclip junto al fotógrafo Indrani, en el que aparece caracterizada como una sirena nadando en los lagos del Bosque nacional El Yunque, en Puerto Rico. El cantante de Trey Songz participa como interés amoroso en el video, y también aparece en la remezcla oficial de la canción, que recibió su propio videoclip independiente. Carey interpretó el tema en los BET Honors y durante una presentación en el Empire State Building.

## Antecedentes y publicación

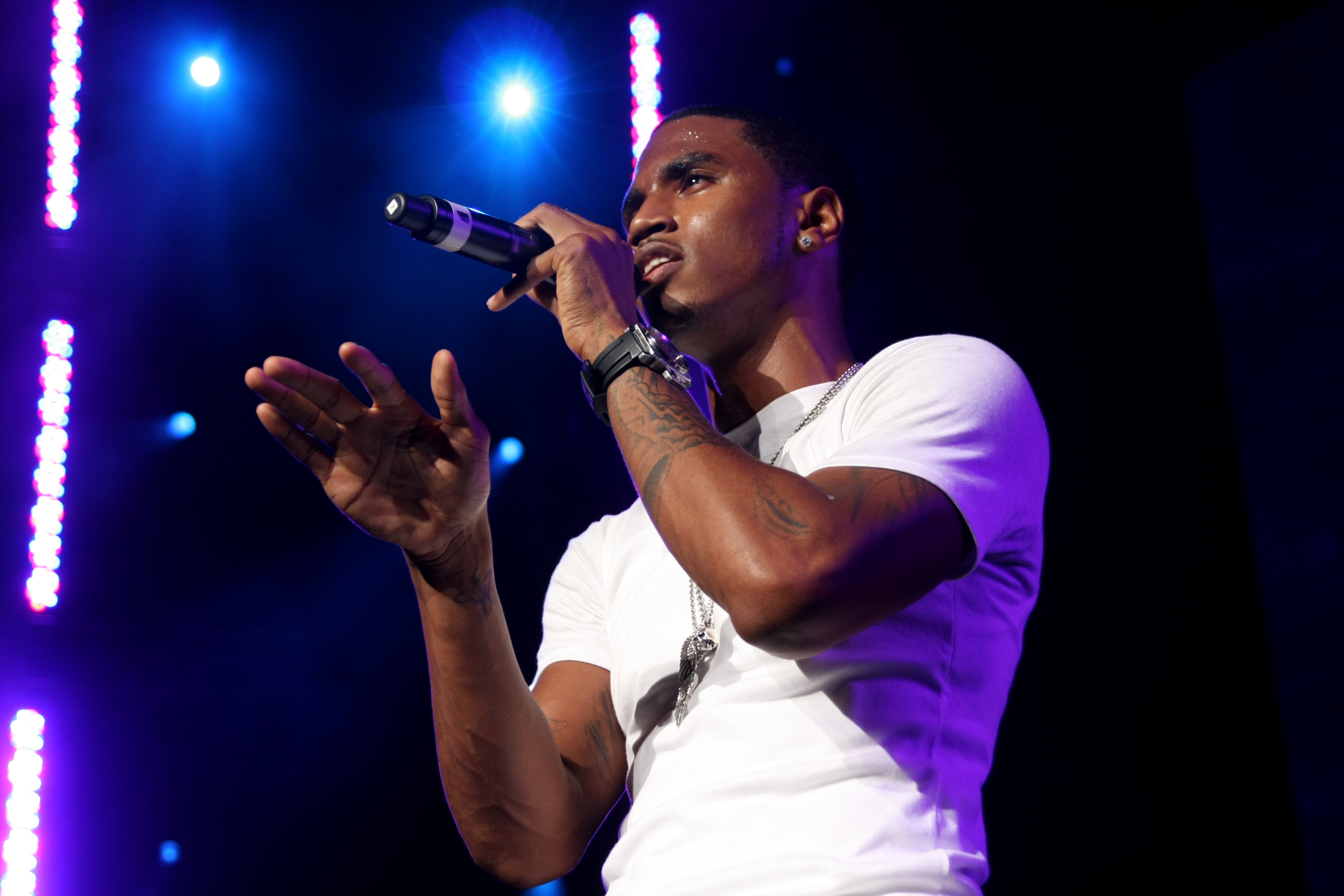
Songz aparece invitado en la remezcla urbana de la canción.

El 31 de diciembre de 2013, Carey participó en el programa New Year's Eve with Carson Daly de NBC, donde interpretó algunas canciones. Antes de ofrecer al público algunos «consejos» sobre el amor para el año 2014 y previo a cantar «The Art of Letting Go» de Me. I Am Mariah... The Elusive Chanteuse, anunció que lanzaría un nuevo sencillo el 14 de febrero de 2014, coincidiendo con el Día de San Valentín. Finalmente, el 12 de febrero, publicó «You're Mine (Eternal)» como el tercer sencillo del álbum. Su portada muestra unos caramelos de azúcar en forma de corazón.
Una remezcla de género urbano con la participación vocal de Trey Songz estuvo disponible para descarga digital desde el 13 de febrero. En una entrevista con MTV News, Carey elogió la capacidad vocal de Songz, y destacó que pocos artistas consiguen cantar y rapear a la vez «con un sonido actual pero también clásico». Además, Carey lanzó múltiples remezclas bailables de «You're Mine (Eternal)», entre ellas Jump Smokers Radio Remix, Jump Smokers Extended Remix y Jermaine Dupri X Kurd Maverick Germany To Southside Remix. Otras adicionales, a cargo de Fedde le Grand, Gregor Salto y Funkin Matt, así como Chus and Ceballos, se publicaron el 15 de marzo.

## Composición
«You're Mine (Eternal)» es una balada de R&B escrita y producida por Carey junto a Darkchild. Está compuesta en la tonalidad de re mayor, en compás de cuatro cuartos, con un tempo moderadamente lento de 75 pulsaciones por minuto. Carey utiliza un estilo vocal jadeante y suave al interpretar frases como “I can't seem to live without your love” —«Parece que no puedo vivir sin tu amor»—. La letra trata sobre recuerdos de un amor pasado. La instrumentación se apoya en un ritmo de piano, descrito como «suave y constante», que se va intensificando hasta alcanzar un clímax en el que Carey mantiene una nota aguda en registro de silbido durante un tiempo prolongado al final de la canción. Carolyn Menyes, de Music Times, definió la estructura melódica «ascendente y descendente» como «cautivadora», señalando que logra sumergir al oyente «en el abismo musical de Carey». La remezcla urbana con la participación de Songz introduce un matiz más pop que la versión original, con percusiones adicionales y el uso de Auto-Tune en las voces de Songz. «You're Mine (Eternal)» generó comparaciones con otro de los sencillos de Carey, «We Belong Together», lanzado en 2005. Mientras periodistas como Christina Garibaldi de MTV News y Jamieson Cox de Time destacaron ciertas similitudes en la estructura melódica y el estilo vocal, Alexa Camp de Slant Magazine criticó la cercanía entre ambos temas, comentando que resultaba decepcionante escuchar un «refrito» de «We Belong Together» tras la buena recepción de los primeros sencillos de estilo retro, «#Beautiful» con Miguel y «The Art of Letting Go».

## Recepción

### Comentarios de la crítica
«You're Mine (Eternal)» recibió, en general, comentarios positivos por parte de la crítica musical. Garibaldi elogió la canción y destacó el «impresionante» rango vocal de Carey, haciendo énfasis en la nota aguda con la que culmina la pieza. Afirmó que recuerda por qué Carey sigue siendo «la diva más imponente del panorama musical». Jason Lipshutz, de Billboard, señaló que la estructura lenta de gran parte de la canción podría haberla convertido en un tema de R&B «somnoliento», aunque la «inevitable» nota alta evita que caiga en ello. Por su parte, Cox coincidió con Garibaldi, describiendo la canción como «una balada gaseosa y esponjosa que se siente como descendiente directa del gran éxito que marcó el renacer artístico de Carey en 2005, “We Belong Together”, al presentar melodías de piano delicadas, un estilo vocal característico y un ritmo muy similar». Añadió que «solo el tiempo diría si “You're Mine (Eternal)” lograría repetir el éxito histórico» de aquel tema.
Melinda Newman, de HitFix, puso en duda que Carey pudiera conseguir un éxito con esta canción, calificándola de «asfixiante» y demasiado dependiente de sus «piruetas vocales». Añadió que probablemente no alcanzaría notoriedad en el Billboard Hot 100, aunque sí podría tener buena acogida en emisoras de radio adult contemporary y R&B. Jeff Benjamin, de Fuse, comparó la producción de la canción con la de los sencillos anteriores de Carey «Always Be My Baby» y «Touch My Body», y consideró «impresionante» la nota de silbido prolongada al final de la canción. Menyes opinó que Songz eclipsaba a Carey en el remix urbano con su interpretación vocal. Camp comentó que aunque la voz de Carey sonaba bien, la producción de Darkchild resultaba «completamente trivial». Concluyó que el remix con Songz resultaba «ligeramente más interesante».

### Desempeño comercial

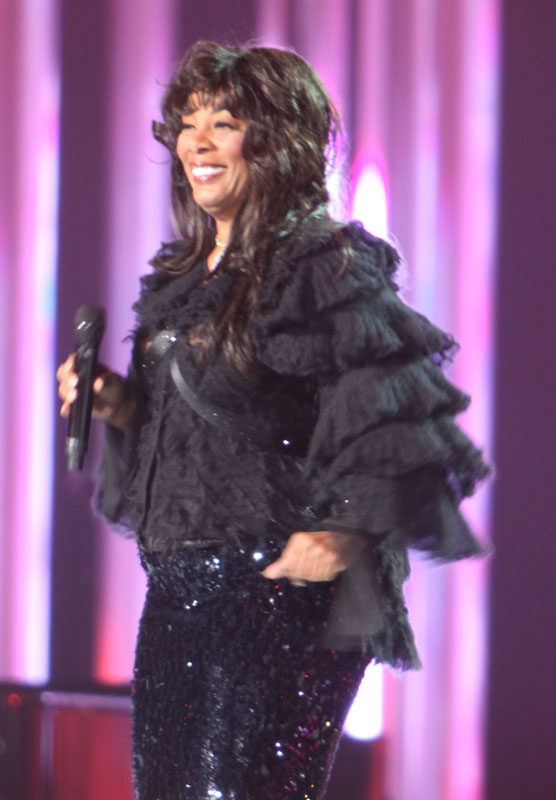
El tema se convirtió en el decimoséptimo número uno de Carey en la lista Dance Club Songs de Estados Unidos, y empató con Donna Summer en el quinto lugar con más sencillos en la cima.

En el Reino Unido, «You're Mine (Eternal)» permaneció una semana en el UK Singles Chart, y debutó en el puesto 87 el 16 de febrero de 2014, apenas cuatro días después de su lanzamiento. Tuvo un mejor desempeño en la lista Official Charts Company, donde alcanzó la posición 16 durante una semana. En Hungría, la canción logró situarse dentro del top 20, llegando al número 14, mientras que en España alcanzó el puesto 21. En la región de Flandes, en Bélgica, consiguió la posición 49, y en Francia llegó al puesto 96. En Japón, la canción se ubicó en el puesto 91.
En Estados Unidos, «You're Mine (Eternal)» alcanzó el lugar 88 en el Billboard Hot 100, con 32 000 descargas digitales que representaron el 62 % de sus puntos totales de posicionamiento. Se convirtió en la cuadragésima sexta entrada de Carey en dicha lista desde su debut en 1990; además, fue su primera canción desde «Obsessed» en 2009 en entrar al Hot 100 sin tratarse de un tema navideño, una colaboración o una versión. El sencillo se convirtió en el decimoséptimo número uno de Carey en la lista Dance Club Songs desde que su tema «Someday» encabezó dicho listado en 1991, empatando con Donna Summer en el quinto lugar de artistas con más números uno en esa clasificación. El día de su lanzamiento, acumuló 245 reproducciones en emisoras de radio de todo el país.

## Videoclip
Mariah Carey codirigió el videoclip de «You're Mine (Eternal)» junto a la fotógrafa canadiense Indrani, en el Bosque nacional El Yunque, en Puerto Rico. El video se estrenó en MTV el 12 de febrero de 2014. En una entrevista radial, Carey explicó cómo desarrolló el concepto del video y por qué decidió incorporar a Indrani para dirigir escenas específicas:

Yo diría que fue un esfuerzo colaborativo en la dirección. Fuimos a la selva tropical, lo cual fue interesante. Parte de la razón es porque amo Puerto Rico —es uno de mis lugares favoritos— y grabé uno de mis videos preferidos, «Honey», en el hotel El Conquistador. Estuve involucrada en cada paso del proceso... Me gustaron muchas de las tomas del video. Hubo un momento en el que tuve que grabar una secuencia adicional en el agua sin director, solo con un camarógrafo y una cámara submarina. Revisé la toma a las cinco de la mañana; estaban listos para matarme. Pero sin esas imágenes, no tendríamos con qué hacer los cortes, salvo conmigo misma.

El videoclip muestra escenas de Carey sentada junto a un río en el bosque, cubierta de brillantina dorada, posando frente a cascadas y fauna tropical, e imitando a una sirena mientras nada bajo el agua con un vestido de gala. La versión alternativa del video, correspondiente al remix con Songz, se estrenó dos días después —el 14 de febrero, Día de San Valentín— en el programa 106 & Park de Black Entertainment Television. Songz aparece en ambas versiones, posando sin camisa durante una sesión de fotos, aunque solo interpreta sus versos en la versión del remix. Carey elogió al cantante por aportar un enfoque artístico distinto a los videos.

## Interpretaciones en directo
Mariah Carey interpretó «You're Mine (Eternal)» en la ceremonia de los BET Honors de  Black Entertainment Television en Washington D. C. el 8 de febrero de 2014; la presentación fue transmitida el 24 de ese mismo mes. El 13 de febrero, Carey también cantó durante la iluminación del Empire State Building en tonos rosados y rojos. En el evento apareció junto a tres parejas ganadoras de un concurso, quienes tuvieron la oportunidad de casarse en la cima del edificio el Día de San Valentín.

## Posicionamiento en listas
| Lista                                  | Mejor posición |
| -------------------------------------- | -------------- |
| Reino Unido (UK Singles Chart)         | 87             |
| Estados Unidos (Billboard Hot 100)     | 88             |
| Estados Unidos (Adult Contemporary)    | 26             |
| Estados Unidos (Hot Dance Club Songs)  | 1              |
| Estados Unidos (Hot R&B/Hip-Hop Songs) | 24             |
| Estados Unidos (Mainstream Top 40)     | 36             |
| Estados Unidos (Rhythmic)              | 35             |